# Vakuum-Aufspannsystem

Aufbaustruktur eines Rastertisches

Aufbaustruktur eines glatten Tisches

Aufbaustruktur einer Konsole

Vakuum-Aufspannsysteme sind Spannmittel und dienen vor allem in der Holz- und Kunststoffindustrie der schnellen und einfachen Bearbeitung. Sie sind mit CNC-Maschinen kompatibel. Man benutzt hier Vakuumtechnik in Verbindung mit speziellen Vakuum-Handhabungssystemen um zum Beispiel eine zu handhabende Holzplatte zu fixieren und von allen Seiten zu bearbeiten. Dies steigert die Produktivität und die Wirtschaftlichkeit, da durch die Fixierung keinerlei Beschädigungen am Werkstück entstehen und die sonst mühevolle Ausrichtung des Werkstückes viel Zeit in Anspruch nehmen würde.
Neuere Aufspannsysteme ermöglichen das Austauschen verschieden großer und unterschiedlich geformter Aufsätze in kürzester Zeit, was eine flexible Handhabung der unterschiedlichst geformten Werkstücke ermöglicht.

## Funktionsprinzipien
- Rastertisch: Rastertischsauger sind sehr schnell einsetzbar und erlauben durch verschiedene Gesamtbauhöhen komplexere seitliche Unterfräs- und Rundum-Bearbeitungen.
- Glatter Tisch: An glatten Tischen wird eine Zwischenplatte aufgelegt, worauf sich dann entweder ein Rastertisch oder eine Steel-Plate befindet.
- Konsole: An CNC-Bearbeitungsmaschinen mit Konsolen werden speziell für das 1- oder 2-Kreissystem unterschiedliche Blocksauger verwendet, um die Werkstücke zu fixieren.
- Steel-Plate: Die Steel-Plate ist für die Nachrüstung sämtlicher Tische und Konsolen konzipiert und ermöglicht nahezu jede Art der Positionierung und Fixierung eines Werkstückes.

Beispiele verschiedener Vakuum-Aufspannsysteme
Darstellung der Fixierung mittels verschiedener Blocksauger
Monobase: Die blauen Magnete verschließen die Ventile
Lösung mit Steel-Plate
Steel-Plate
Speziallösung
Lösung an einer Konsole
Lösung am Rastertisch

Auf den Bildern sieht man einige Beispiele der verschiedenen Vakuum-Aufspannsysteme und der Vakuum-Komponenten. Diese Komponenten sind hier vor allem Blocksauger. Weil das Werkstück direkt auf ihnen liegt kann es deshalb sein, dass sie beschädigt werden und dadurch dann ausgetauscht werden müssen.